# Werther
Werther es una ópera en cuatro actos con música de Jules Massenet y libreto en francés de Édouard Blau, Paul Milliet y Georges Hartmann, basada en la novela epistolar Los sufrimientos del joven Werther (Die Leiden des jungen Werthers), de Goethe. 
Es uno de los papeles capitales para la tesitura de tenor y uno de los más difíciles; se lo llama "El Tristán francés" como comparación a las dificultades vocales presentadas por Tristán e Isolda, de Richard Wagner. Esta dificultad destaca en el aria más conocida de la obra: "Pourquoi me reveiller".

## Historia

### Composición
Es un proyecto largo tiempo meditado por Massenet; los primeros esbozos se remontan al año 1880. La esencia de la composición se desarrolló entre 1885 y 1887. El secreto del éxito logrado por Massenet en el dominio de la ópera es más razonable atribuirlo a la facilidad y frescura de su vena melódica que a razones estrictamente teatrales. 

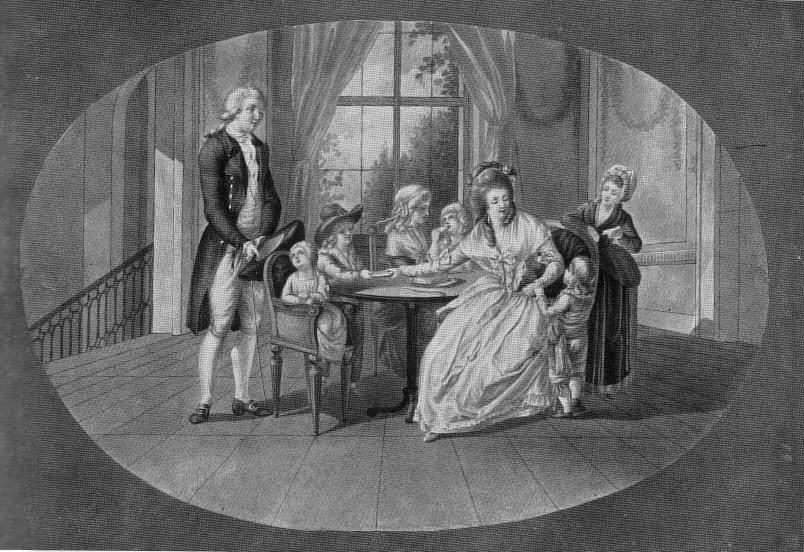
János Donát: Werther y Lotte con los hermanos de ella (Werther und Lotte mit ihren Geschwistern, antes de 1830).

Los libretistas, Édouard Blau y Paul Milliet, adaptaron la novela epistolar de Goethe, desarrollando particularmente el papel de Charlotte para hacer un personaje tan importante como el rol titular. El sentimiento puramente francés, típicamente parisino de Massenet, se encuentra íntegro en toda su producción, incluso en este germánico Werther, derivado de la famosa novela de Goethe. Pero hubo un momento en que no se creyó así. La obra fue rechazada por el teatro de la Opéra Comique de París, cuyo director, Léon Carvalho, encontró "este triste tema sin interés".

### Representaciones
Tuvo que estrenarse, con gran éxito, en el Teatro Imperial Hofoper en Viena el 16 de febrero de 1892, en una versión en alemán traducida por Max Kalbeck.  Le siguió el estreno en francés en Ginebra el 27 de diciembre de 1892, y la primera representación en Francia fue en la Opéra-Comique, París, el 16 de enero de 1893. Su triunfo convenció a Carvalho para montar la obra, pero en Francia, el éxito de crítica no se vio acompañado de un éxito de público. No tardó en imponerse esta versión original de Francia.
La ópera encontró a su público en Ginebra, Bruselas, Chicago, Nueva York, San Petersburgo, Londres y Milán antes de imponerse por fin en París a partir de 1903. Werther es considerada hoy como la obra maestra de Massenet, su ópera más personal. 
En Estados Unidos se estrenó en Chicago por la compañía del Metropolitan Opera el 29 de marzo de 1894 por Jean de Reszke, y luego en el principal teatro de la compañía en la ciudad de Nueva York tres semanas después. El estreno británico se dio en el Covent Garden, Londres, el 11 de junio de 1894. En España se estrenó el 29 de abril de 1899, en el Gran Teatro del Liceo de Barcelona. En Argentina llegó al Teatro Colón de Buenos Aires en 1912 protagonizada por Giuseppe Anselmi.
Aunque escrita para tenor, en 1902, Massenet compuso una versión especialmente adaptada para el célebre barítono Mattia Battistini, en San Petersburgo.
Werther se representa con regularidad y ha sido grabada muchas veces. Esta ópera sigue en el repertorio, aunque no está entre las más representadas; en las estadísticas de Operabase aparece la n.º 51 de las cien óperas más representadas en el período 2005-2010, siendo la 4.ª en Francia y la primera de Massenet, con 83 representaciones.
Todo el Werther musical es una confesión íntima de sentimientos y jusifica que el propio Massenet dijese que «en la composición de la partitura había puesto su alma y su conciencia de artista». La obra transcurre en un clima contenido seguido de expresiones, de monólogos y diálogos atrayentes, sobre todo por su delicada línea melódica y su fino y elegante revestimiento orquestal.

## Personajes

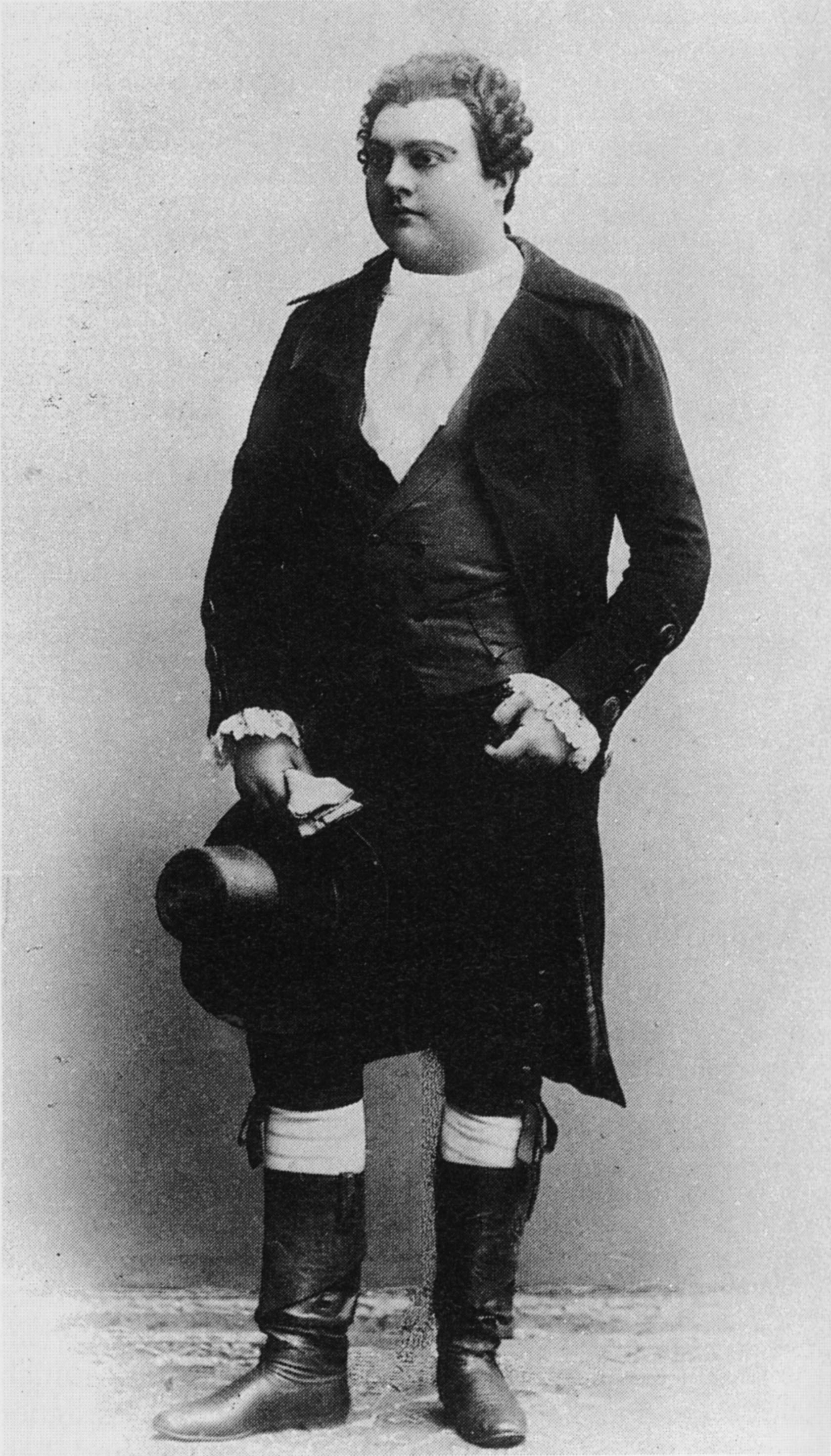
Ernest Van Dyck como Werther

| Personaje                                          | Tesitura                         | Elenco del estreno, 16 de febrero de 1892 (Director: Wilhelm Jahn) |
| -------------------------------------------------- | -------------------------------- | ------------------------------------------------------------------ |
| Werther, joven poeta                               | tenor                            | Ernest van Dyck                                                    |
| Charlotte, mujer joven                             | mezzosoprano o soprano dramática | Marie Renard                                                       |
| Sophie, su hermana                                 | soprano                          | Ellen Foster-Brandt                                                |
| Albert, prometido de Charlotte                     | barítono                         | Fritz Neidl                                                        |
| Le Bailli, padre de Charlotte                      | bajo                             | Mayerhofer                                                         |
| Schmidt, un amigo de los Bailli                    | tenor                            | Schlittenhelm                                                      |
| Johann, un amigo de los Bailli                     | barítono                         | Felix                                                              |
| Bruhlmann, el tonto del pueblo, joven poeta        | tenor                            |                                                                    |
| Katchen, prometida de Bruhlmann durante siete años | mezzosoprano                     |                                                                    |

## Argumento
Tiempo: julio a diciembre de 1780.
Lugar: Wetzlar.

### Acto I
El viudo alguacil enseña a sus hijos menores una canción navideña en su casa de la playa con Ada y Celia. Charlotte se viste para un baile. Como su prometido, Albert, está afuera, la escolta el melancólico Werther. Werther llega y ve a Charlotte preparando la cena de sus hermanos pequeños, justo como su madre había hecho antes de morir. Werther saluda a Charlotte y se marchan al baile. Albert regresa inesperadamente después de un viaje de seis meses, no encontrando a Charlotte en casa. No está seguro de las intenciones de Charlotte y se siente disgustado por no encontrarla en casa, pero Sophie le reconforta y da seguridad. Se marcha después de prometer que volverá por la mañana. Werther y Charlotte vuelven muy tarde; él ya está enamorado de ella. Su declaración de amor se ve interrumpida por el anuncio del regreso de Albert. Charlotte recuerda que prometió a su madre moribunda casarse con Albert. Werther se desespera.

### Acto II
Tres meses más tarde, Charlotte y Albert ya están casados. Entran felices a la iglesia, seguidos por el melancólico Werther. Sophie intenta animarlo. Cuando Charlotte sale de la iglesia, él le habla de su primer encuentro. Charlotte le ruega a Werther que no intente verla más hasta Navidad. Werther sopesa el suicidio. Charlotte reconforta al lloroso chico que no comprende su cruel comportamiento. Albert se da cuenta ahora de que Werther ama a Charlotte.

### Acto III
Charlotte está en casa en Nochebuena. Pasa el tiempo releyendo las cartas de Werther, preguntándose cómo estará el joven poeta y cómo ella tuvo la fuerza para alejarlo. De repente, aparece Werther y mientras él lee su poesía, se da cuenta de que ella corresponde a su amor. Se abrazan un momento, pero ella pronto le despide. Él se marcha con pensamientos de suicidio. Albert regresa a casa y encuentra a su mujer inquieta. Werther ha enviado un mensaje a Albert pidiéndole prestadas sus pistolas, explicando que se va a ir a un largo viaje. Envían a un sirviente con las pistolas. Charlotte siente una terrible premonición y sale corriendo en busca de Werther. (Los actos III y IV se interpretan sin interrupción.)

### Acto IV
En el apartamento de Werther, Charlotte ha llegado demasiado tarde. Werther está muriendo. Ella le consuela declarándole su amor. Él le pide perdón. Después de que él muere, Charlotte se desmaya. Afuera se oye a los niños cantando el villancico «Jesús ha nacido».

## Arias notables
| Acto I Werther: "O Nature, pleine de grâce" Acto II Sophie: "Du gai soleil, plein de flamme" | Acto III Charlotte: "Va! laisse couler mes larmes" Charlotte: "Werther! Qui m'aurait dit /Ces lettres!" (Letter Scene) Werther: "Pourquoi me réveiller?" |

## Instrumentación
| Instrumentación de Werther                                                               |
| Cuerdas                                                                                  |
| primeros violines, segundos violines, violas, violonchelos, contrabajos                  |
| Madera                                                                                   |
| 2 flautas, 1 flautín, 2 oboes, 1 corno inglés, 2 clarinetes, 1 saxofones alto, 2 fagotes |
| Metales                                                                                  |
| 4 trompas, 2 cornetas, 3 trombones, 1 tuba                                               |
| Percusión                                                                                |
| timbales, bombo, triángulo, pandereta, tam-tam, máquina de viento                        |
| Otros instrumentos                                                                       |
| 1 arpa, 1 órgano, 1 clavier de timbres                                                   |

## Adaptación de la novela

### Modificaciones de los personajes
Esta adaptación modificó numerosos aspectos de la novela epistolar de Goethe. En efecto, Albert, presentado en la novela como un gran amigo de Werther, toma en la ópera de Massenet rasgos más sombríos. Confidente en la novela, se convierte en el malo en la obra. Igualmente, el personaje de Charlotte tiene un papel más importante dentro de Massenet que en la obra de Goethe. La novela epistolar no refleja más que los sentimientos, percepciones y reflexiones del joven, y los sentimientos de Charlotte no llegan al papel más que a través de los ojos de Werther, mientras que la ópera está mejor construida en torno a la pareja Charlotte/Werther, de manera que puede concebirse como una sucesión de cuatro dúos de estos protagonistas, durante los cuales a menudo se ve la evolución de Charlotte, que de una joven cándida se convierte en gran heroína reconociendo su amor a un Werther agonizante; junto al tercer dúo, después de un instante de abandono de Charlotte después de las conmovedoras palabras de Werther, se cierra una vez más en un frío rechazo como los dos precedentes. El cuarto, al final, ve cómo se revela el amor de Charlotte.

### Un Werther de espíritu romántico
Sin embargo, el personaje de Werther en la obra de Massenet es el exacto reflejo del héroe romántico de la novela de Goethe. En un entorno muy sencillo marcado por sentimientos burgueses y simples, Werther aparece como particularmente explosivo en sus primeras arias naturales en medio de escenas cotidianas y simples como la repetición del villancico, la fiesta en la posada o el baile; no puede encontrar la felicidad en una vida simple y virtuosa, lejos de Charlotte, a la que no puede alcanzar. La ópera respeta al hombre que aparece en sus cartas características del movimiento romántico, por la fuerte presencia de la naturaleza, la melancolía y la insatisfacción perpetua que se lee en ella.

Es cosa fatal, Guillermo. Mi actividad se consume en una inquieta indolencia; no puedo estar ocioso y, sin embargo, no puedo hacer nada. Mi imaginación y mi sensibilidad no se conmueven ante la naturaleza, y los libros me causan tedio. Cuando el hombre no se encuentra a sí mismo, no encuentra nada.
Werther, Goethe, libro I, carta de 22 de agosto

Acto III, escena 3
| Libreto original (francés) | Traducción al español |
| --- | --- |
| Pourquoi me réveiller, ô souffle du printemps? Demain dans le vallon viendra le voyageur Se souvenant de ma gloire première... Et ses yeux vainement chercheront ma splendeur, Ils ne trouveront plus que deuil et que misère! Hélas! | ¿Por qué me despiertas, oh viento de primavera? Mañana en el valle vendrá el viajero Recordando mi primera gloria ... Y sus ojos en vano buscarán mi esplendor, ¡No encontrarán sino luto y miseria! ¡Qué desgracia! |

## Discografía
Una grabación bien considerada de la ópera completa se hizo en enero de 1931 por la Columbia francesa con un elenco francés y la orquesta y el coro de la Opéra-Comique bajo la dirección de Élie Cohen. Henry Fogel, de la revista Fanfare, escribiendo en 1992, contó 14 grabaciones completas y la consideraba la mejor de todas. Su colega James Camner, haciendo una crítica del relanzamiento de Opera d'Oro en 2003, la llamó "uno de los tesoros de la ópera grabada... Desafortunadamente, la transferencia se ha filtrado demasiado. Las frecuencias agudas se han perdido, dando a la representación una llaneza no pretendida. Felizmente, Naxos ofrece la misma grabación transferida de manera experta por Ward Marston, y adquirirla es obligatorio." Alan Blyth, mientras da una crítica muy positiva del relanzamiento de la grabación con Albert Lance como Werther y Rita Gorr como Charlotte en 2004, a pesar de todo señaló que "ninguno alcanza la sutileza ideal de los mejores cantantes de Massenet, como Vallin y Thill en la grabación clásica, anterior a la guerra, ahora en Naxos".
Además, muchos de los mejores cantantes franceses e italianos del siglo pasado o más han grabado arias individuales de la obra maestra de Massenet.
| Año     | Elenco (Charlotte, Sophie, Werther, Albert)                                 | Director, Teatro de ópera y orquesta                                                                                           | Sello discográfico                                                                             |
| ------- | --------------------------------------------------------------------------- | --- | ---------------------------------------------------------------------------------------------- |
| 1931    | Ninon Vallin, Germaine Féraldy, Georges Thill, Marcel Roque                 | Élie Cohen Orquesta y coro de la Opéra-Comique                                                                                 | Audio CD: Opera d'Oro Cat: OPD 1366                                                            |
| 1953    | Suzanne Juyol, Agnes Léger, Charles Richard, Roger Bourdin                  | Georges Sébastian Orquesta y coro de la Opéra-Comique                                                                          | Audio CD: Andrómeda Cat: ANDRCD 5073                                                           |
| 1964    | Rita Gorr, Mady Mesplé, Albert Lance, Gabriel Bacquier                      | Jésus Etcheverry Orquesta y coro de la Radiodifusión-Televisión Francesa                                                       | CD: Accord Cat: 472 917-2                                                                      |
| 1968-69 | Victoria de los Ángeles, Mady Mesplé, Nicolai Gedda, Roger Soyer            | Georges Prêtre Orquesta de París                                                                                               | Audio CD: EMI Cat: 562 6272                                                                    |
| 1979    | Tatiana Troyanos, Christine Barbaux, Alfredo Kraus, Matteo Manuguerra       | Michel Plasson Orquesta Filarmónica de Londres                                                                                 | Audio CD: EMI Cat: 7 49610-2                                                                   |
| 1979    | Yelena Obraztsova, Arleen Augér, Plácido Domingo, Franz Grundheber          | Riccardo Chailly Orquesta Sinfónica de la Radio de Colonia                                                                     | Audio CD: Deutsche Grammophon Cat: 477 5652-1                                                  |
| 1980    | Frederica von Stade, Isobel Buchanan, José Carreras, Thomas Allen           | Sir Colin Davis Orquesta Filarmónica de Londres                                                                                | Audio CD: Philips Cat: 475 496-2                                                               |
| 1985    | Brigitte Fassbaender, Magdéna Hajossyová (vocals), Peter Dvorský, Hans Helm | Libor Pesek Orquesta Sinfónica de la Radio de Praga, Coro de niños de Praga (película para televisión dirigida por Petr Weigl) | CD (banda sonora): Supraphon Cat: 11 1547-2 632 LD: Amadeo PHLK 7503 DVD: Image Entertainment. |
| 1998    | Vesselina Kasarova, Dawn Kotoski, Ramón Vargas, Christopher Schaldenbrand   | Vladímir Yúrovski Orquesta Sinfónica Alemana de Berlín                                                                         | Audio CD: RCA Victor Cat: 74321 58224-2                                                        |
| 1998    | Angela Gheorghiu, Patricia Petibon, Roberto Alagna, Thomas Hampson          | Antonio Pappano Orquesta Sinfónica Alemana de Berlín                                                                           | Audio CD: EMI Cat: EMI 81849                                                                   |
| 2004    | Susan Graham, Sandrine Piau, Thomas Hampson, Stéphane Degout                | Michel Plasson Théâtre du Châtelet (Vídeo de una interpretación de concierto el 29 de abril de la versión para barítono)       | DVD: Virgin Classics Cat: 359257-9                                                             |
| 2005    | Elīna Garanča, Ileana Tonca, Marcelo Álvarez, Adrian Eröd                   | Philippe Jordan Ópera Estatal de Viena (Vídeo de una interpretación en marzo)                                                  | DVD: TDK Cat: DVWW-OPWER                                                                       |
| 2010    | Sophie Koch, Anne-Catherine Gillet, Jonas Kaufmann, Ludovic Tézier          | Michel Plasson Ópera Nacional de París                                                                                         | DVD: Decca Cat: B0014794-09.                                                                   |
| 2012    | Sophie Koch, Eri Nakamura, Rolando Villazón, Audun Iversen                  | Antonio Pappano Orchestra of the Royal Opera House                                                                             | Audio CD: Deutsche Grammophon Cat: 0289 477 9340 3                                             |
| 2018    | Anna Stéphany, Mélissa Petit, Juan Diego Flórez, Audun Iversen              | Cornelius Meister Orchestra of the Zurich Opera House (Video of a 2017 performance)                                            | DVD / Blu-Ray: Accentus Cat: ACC10427 (Blu-Ray), ACC20427 (DVD)                                |